# Alfonso García Matamoros
Alfonso García Matamoros (Villarrasa - Alcalá de Henares, 25 de juny de 1572) fou un retòric i humanista espanyol. Va estudiar les primeres lletres a Sevilla i l'ensenyament superior a València. Va passar a dirigir l'estudi de gramàtica de Xàtiva des de 1531 fins a 1540; en aquest últim any va ser a doctorar a València, però va marxar a Alcalá de Henares per ocupar una càtedra de Retòrica que li van oferir el 1542 i allà va romandre 22 anys ensenyant. Entre els seus deixebles va tenir a Benito Arias Montano. És indubtable que va ser sacerdot; Nicolás Antonio i altres bibliògrafs escriure que va ser canonge de la Catedral de Sevilla, però no s'han trobat els documents que ho demostren, encara que va existir a finals del segle xv un canonge del seu nom, massa gran per poder-se tractar d'ell. En 1558 va publicar el discurs que va pronunciar a la investidura de Diego Sobaños com a doctor i el 1559 van començar els seus atacs de reuma crònic, dels quals es lamentava encara en el pròleg al seu De tribus dicendi generibus (1569). Va morir el 25 de juny de 1572.

## Obra
Va escriure un famós laus Hispaniae o apologia de la nació espanyola, el  De adserenda Hispanorum eruditione, sive De viris Hispaniae doctis narratio apologètica (1553), amb el patriòtic finalitat d'acabar amb el menyspreu que tenien algunes nacions d'Europa als humanistes espanyols. Per a ell tot és fruit de lleugereses i injustícies.
Aquest opuscle barreja llegendes, faules, anècdotes i literatura culta i popular per donar amenitat a l'exposició del que han suposat les lletres espanyoles al llarg de la Història. L'autor demostra un bon coneixement de Ciceró, Virgili, Plaute i Tàcit entre els escriptors romans, i entre els grecs cita també a Homer, Aristòtil i Plató, i als Pares de l'Església.
Va ser un fervent seguidor d'Erasme de Rotterdam i va mantenir estretes relacions amb els  humanistes del seu segle. Entre les seves amistats va figurar Joan Téllez Girón, Comte d'Ureña, a qui està dedicada l'apologia.

## Obres
- In Aelii Antonii Nebrissensis Grammaticae IV librum scholia, Valencia, 1539.
- De ratione dicendi libri duo, Alcalá de Henares: Juan Brocar, 1548.
- Methodus constructionis; sive, Scholia in quartum librum Antonii Nebrissensis, mendis omnibus, quibus scatebant diligenter expurgata et in maiorem brevitatem contracta. Alcalá de Henares: Juan Brocar, 1553.
- De asserenda Hispanorum eruditione, sive De viris Hispaniae doctis narratio Apologetica. Alcalá de Henares, Juan de Brocar, 1553.
- De tribus dicendi generibus, sive de recti styli ratione commentarius; cui accésit de Methodo concionnandi liber unus Alcalá de Henares: Andrés de Angulo, 1570.